# Somayeh Yazdani
Somayeh Yazdani, née le 6 à Chahr-e Kord, est une coureuse cycliste iranienne. Elle est la première femme de son pays à remporter une médaille aux championnats d'Asie de cyclisme sur route.

## Biographie
Somayeh Yazdani vient d'une famille de sportifs. À l'âge de 20 ans, elle commence à faire du cyclisme de compétition, alors que le cyclisme en public pour les femmes en Iran reste controversé. Il existe peu d'espaces publics où les athlètes peuvent s’exercer sans entrave et uniquement avec des vêtements intégraux et le port du hijab, souvent accompagnés de compagnons masculins, qui les protègent des piétons en colère. Le père de Yazdani était initialement opposé à la décision de sa fille de faire du vélo. Il préférait qu'elle trouve un sport à pratiquer dans un gymnase.
En 2016, elle prend la troisième place du championnat d'Iran du contre-la-montre. En 2017, elle est championne d'Iran dans cette discipline, et deuxième de la course en ligne. En tant que championne de son pays, elle est sélectionnée pour prendre part aux Jeux asiatiques 2018 à Jakarta. Mais en raison d'une chute à l'entraînement, elle déclare forfait. En 2019, elle remporte les deux titres nationaux sur route. La même année, elle est troisième du championnat d'Asie sur route à Tachkent, en Ouzbékistan. Elle devient la première cycliste iranienne à remporter une médaille aux championnats asiatiques sur route. La ministre iranienne des Sports, Masoud Soltanifar, lui rend hommage pour ses exploits. Les médias iraniens déclarent que Yazdani a « fait l'histoire ». 
Par la suite, Yazdani annonce que son objectif sportif est de participer aux championnats du monde et aux Jeux olympiques. En octobre 2019, elle signe un contrat avec la nouvelle équipe espagnole Teika-VIB-DFM Renta Car,. Ainsi, elle devient après Mandana Dehghan la deuxième cycliste iranienne membre d'une équipe féminine UCI.

## Palmarès sur route
- 2016
  - 3e du championnat d'Iran du contre-la-montre
- 2017
  -  Championne d'Iran du contre-la-montre
  - 2e du championnat d'Iran sur route
- 2019
  -  Championne d'Iran sur route
  -  Championne d'Iran du contre-la-montre
  -  Médaillé de bronze du championnat d'Asie sur route
- 2022
  -  Médaillée de bronze du championnat d'Asie du contre-la-montre par équipes
- 2023
  - 2e du Grand Prix Kaisareia

## Classements mondiaux
| Année                                 | 2015 | 2016 | 2017 | 2018 | 2019 | 2020 | 2021 | 2022 | 2023 | 2024 |
| ------------------------------------- | ---- | ---- | ---- | ---- | ---- | ---- | ---- | ---- | ---- | ---- |
| Classement UCI                        | 535e | 599e | 351e | 350e | 158e | nc   | 303e | 188e | 353e | 292e |
|                                       |      |      |      |      |      |      |      |      |      |      |
| Légende : nc = non classéSource : UCI |      |      |      |      |      |      |      |      |      |      |